# Sydney Bailey
Sydney Frederick Bailey (* 16. April 1884 in Poplar, Greater London; † 19. Juli 1967 in Midhurst) war ein britischer Radrennfahrer.
Bei den Olympischen Spielen 1908 in London belegte Sydney Bailey Rang acht im 100-Kilometer-Rennen hinter motorisierten Schrittmachern auf der Bahn, nachdem er zur Hälfte des Rennens noch geführt hatte. Zwei Jahre später, bei den UCI-Bahn-Weltmeisterschaften 1910 in Brüssel, wurde er Dritter im Steherrennen der Amateure.
Sydney Bailey war ein Bruder von William Bailey, der viermal Weltmeister im Sprint der Amateur wurde.